# 萨纳夫里亚镇
萨纳夫里亚镇是西班牙卡斯蒂利亚-莱昂萨莫拉省的一个市镇。 总面积81平方公里，总人口1565人（2001年），人口密度19人/平方公里。